# Тьоткіно (станція)
Тьо́ткіно (рос. Тё́ткино; в деяких джерелах Тьоткине або Тьоткіне) — залізнична станція Орловсько-Курського регіону Московської залізниці на лінії Ворожба — Хутір-Михайлівський.
Розташована одночасно на території селища Тьоткіно Глушковського району Курської області та Рижівської сільської ради Білопільського району Сумської області.

## Історія
Наприкінці XIX століття товариство Києво-Воронезької залізниці (з 7 червня 1895 року — Московсько-Києво-Воронезька залізниця) розпочало будівництво залізниці Ворожба — Середина-Буда метрової колії загальною довжиною 140 верст.
Лінія пройшла через Тьоткіно, Шечкове, Крупець, Глухів, Заруцьке, Свесу та Юрасівку (нині Хутір-Михайлівський). Залізницю було відкрито 1 грудня 1895 року.
Згодом вузькоколійку частково перешили на широку колію, а частково розібрали. Дільницю, що проходила безпосередньо через Тьоткіно було перешито, за одними джерелами, у 1915 році, а за іншими — у період 1917—1928 рр.
У січні 1918 року Московсько-Києво-Воронезька залізниця була націоналізована та передана у підпорядкування НКШС.
Наказом НКШС № 1031 від 29 серпня 1929 року Західні та Московсько-Києво-Воронезьку залізниці у жовтні 1929 року були об'єднані в Західні залізниці.
Відповідно до постанови РНК СРСР та ЦК ВКП(б) № 858 від 13 травня 1936 року та наказу НКШС № 62Ц від 14 травня 1936 року за рахунок розукрупнення з липня 1936 року з Західних залізниць були виділені Білоруська та Московсько-Київська залізницї.
До складу останньої входило Конотопське відділення разом із лінією Ворожба — Хутір-Михайлівський.
Згідно розпоряждення МШС СРСР № Г-3998 від 13 лютого 1959 року Конотопське відділення (НОД-5) Московсько-Київської залізниці було передане до складу Південно-Західної залізниці.
З того часу і до розпаду Радянського Союзу межі відділення залишалися незмінними.
У 1992 році розпочався процес уточнення кордонів залізниць та взаємного обміну дільницями між державами колишнього СРСР.
Навесні 1994 року між керівництвом УЗ, Південно-Західної та Московської залізниць був підписаний акт передачі станцій Тьоткіно, Неонилівка, Крупець та Локоть дільниці Ворожба — Хутір-Михайлівський до Курського відділення Московської залізниці.

## Пасажирське сполучення

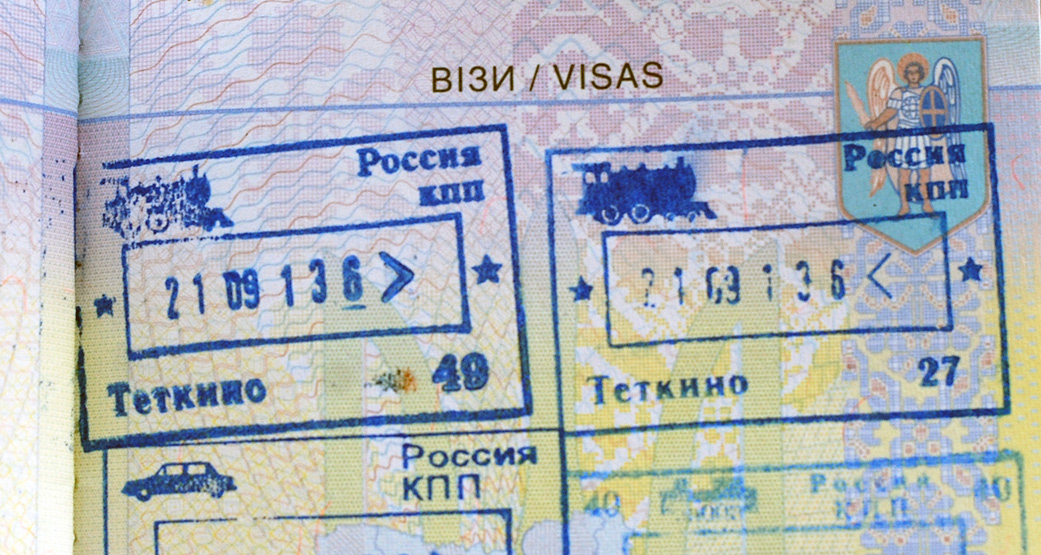
Штамп у паспорті

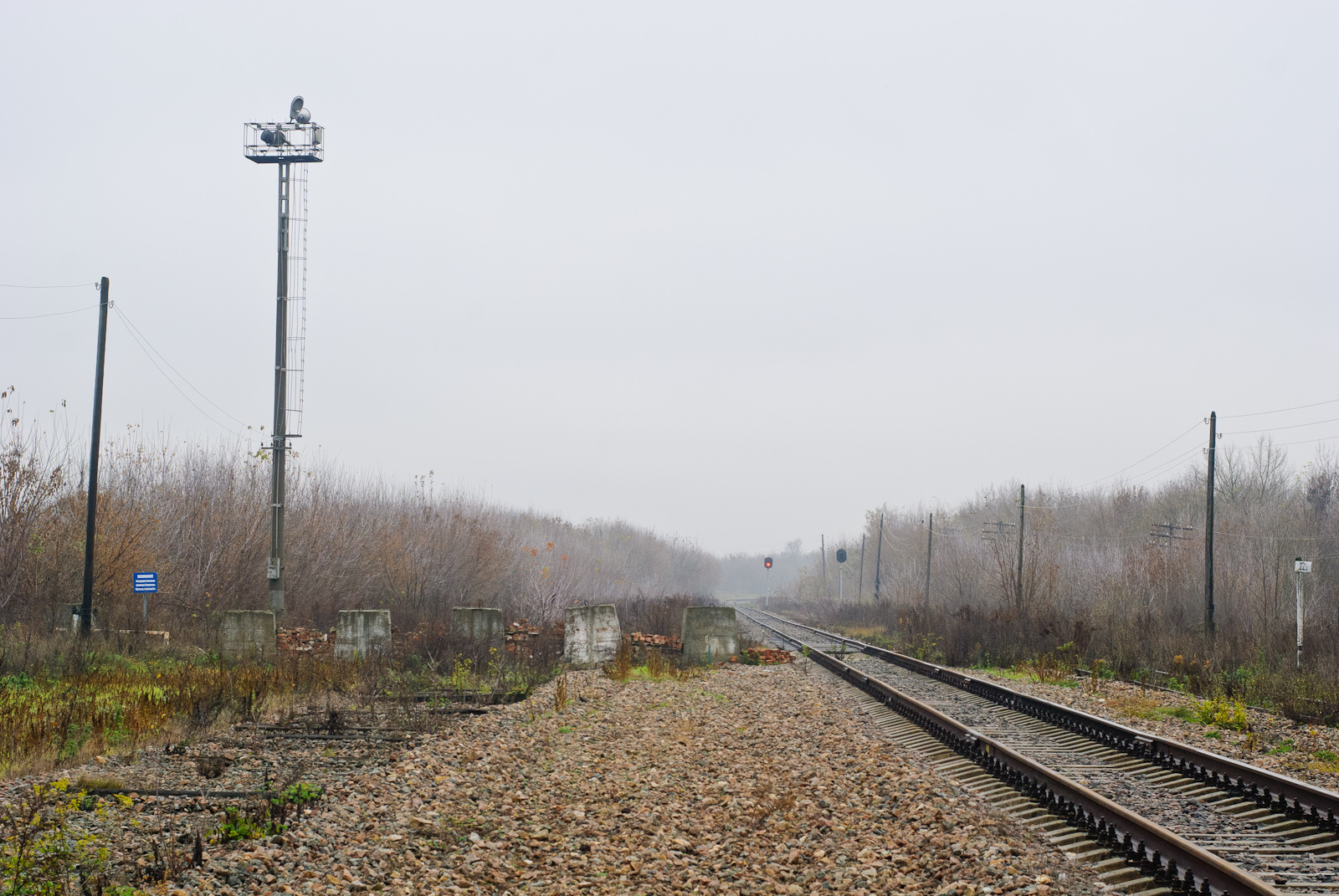
Станція Тьоткіно. Державний кордон між Росією та Україною, вид у напрямку Ворожби

### Приміські поїзди
Згідно домовленостей Ради щодо залізничного транспорту держав-учасниць Співдружності у графіках руху поїздів на 2006/2007, 2007/2008, 2008/2009, 2009/2010, 2010/2011 рр. на дільниці Ворожба — Тьоткіно — Локоть було передбачено щоденне курсування двох пар міжнародних приміських поїздів № 6411/6412 Льгов — Локоть та № 6451/6542 Льгов — Тьоткіно. Попри це, з 30 травня 2010 року поїзд Льгов — Локоть був скасований, оскільки під час руху поїзд декілька разів перетинав російсько-український кордон, що порушувало чинне законодавство щодо державного кордону. Таким чином, дільниця Тьоткіно — Локоть залишилася без пасажирського сполучення. Водночас, поїзду № 6411/6412 було змінено маршрут на Курськ — Льгов — Тьоткіно, за яким він курсував щоденно. Під час стоянки поїзда відбувався прикордонний та митний контроль пасажирів.
Цікавим є той факт, що Тьоткіно відсутнє в переліку залізничних пунктів пропуску на кордоні між Росією та Україною, тобто формально станція Тьоткіно не є пунктом пропуску.
З української сторони діє міжнародний залізничний пункт контролю «Ворожба», а операції з оформлення пасажирів здійснювалися під часу руху поїзда на дільниці Волфіне — Ворожба — 234 км.
З 1 січня 2015 року маршрут поїзда № 6411/6412 Курськ — Тьоткіно було скорочено до станції Глушково, тож дільниці Тьоткіно — Ворожба та Ворожба — Глушково залишилися без пасажирського сполучення.

### Поїзди далекого сполучення
З радянських часів і до 1996 року через станцію Тьоткіно курсував пасажирський поїзд № 107/108 (пізніше — № 209/210) сполученням Орша — Донецьк з періодичністю обігу цілорічно щоденно. Поїзд був скасований восени 1996 року.

## Вантажне сполучення
Від станції відходить під'їзна колія до Тьоткінського цукрового заводу, комбінату хлібопродуктів та підприємства «Тьоткіноспирт». Цукровий завод володіє парком маневрових тепловозів серії ТЕМ2 і є основним вантажоодержувачем. Колія на території комбінату хлібопродуктів не використовується, частково демонтовата та покинута.
Прикордонно-митне оформлення вантажів, що прямують з Росії транзитом через територію України здійснюється на станції Глушково.